# Mariamne II
Mariamne II était la troisième épouse d'Hérode le Grand (Hérode Ier). Elle était la fille de Simon ben Boëthus (en), Grand prêtre d'Israël. Elle n'eut qu'un enfant d'Hérode : Hérode Boëthos (Hérode II). Ce dernier eut Salomé avec sa nièce Hérodiade. L’implication de Mariamne II dans le complot intenté par Antipater II contre Hérode le Grand écarta finalement Hérode II de l'héritage. De plus, Simon ben Boëthus (en) perdit son titre de Grand-prêtre.